# Petar II. Katolički
Kralj Petar II. Katolički (aragonski: Pero II o Catolico; Huesca, srpanj 1178. – Muret, 12. rujna 1213.) bio je kralj Aragonije i grof Barcelone od 25. travnja 1196. do svoje smrti.
Njegovi roditelji su bili Alfons II. Aragonski i njegova žena Sanča Kastiljska, kraljica Aragonije.
Petar je bio prvi kralj Aragonije kojeg je okrunio papa; u Petrovu slučaju, bio je to papa Inocent III., koji je okrunio Petra u Rimu te se Petar obvezao braniti katoličanstvo, zbog čega je i dobio poznati nadimak.
Tijekom Petrova života došlo je do masakra katara i rimokatolika u Albigenškom križarskom ratu.

## Osobni život
Petar je 15. lipnja 1204. oženio Mariju od Montpelliera; njihov sin je bio kralj Jakov I.
Petrova sestra Leonora bila je supruga grofa Rajmonda VI. Tuluškog. Rajmonda je iz Toulousea protjerao Šimun Montforski, što nikako nije pogodovalo kralju Petru.
Petrova druga sestra Sanča bila je supruga Rajmondova sina, grofa Rajmonda VII. Tuluškog.
Petar je imao barem jednu konkubinu te barem dvoje djece rođene izvan braka, sina Petra (bio je svećenik) i kćer Konstancu, koju je nazvao po svojoj trećoj sestri. Moguće je da je imao i kćer Mariju, također rođenu izvan braka.